# Don Camillo e l'onorevole Peppone
Don Camillo e l'onorevole Peppone è un film del 1955 diretto da Carmine Gallone.
Si tratta del terzo episodio della celebre saga che vede protagonisti Fernandel e Gino Cervi, il primo diretto da Gallone (che dirigerà anche il quarto), mentre i due precedenti erano stati diretti da Julien Duvivier.

## Trama
Primavera 1948. Brescello è in fermento: mentre nella piazza si costruisce un monumento alla pace, il Partito Comunista manda in missione alcuni compagni della città per fare propaganda. A breve, infatti, ci saranno le elezioni politiche e il sindaco Peppone si candida a deputato. Don Camillo, appena venuto a sapere della notizia, corre a protestare dal Cristo crocifisso, ma poi minimizza, ricordando che prima Peppone deve superare l'esame di quinta elementare. L'esame consiste nella risoluzione di un problema di Geometria solida e nella composizione di un tema d'Italiano. Durante l'esame Peppone viene preso dall'agitazione, ma interviene don Camillo, facendogli superare brillantemente l'esame in cambio di una cospicua contropartita.

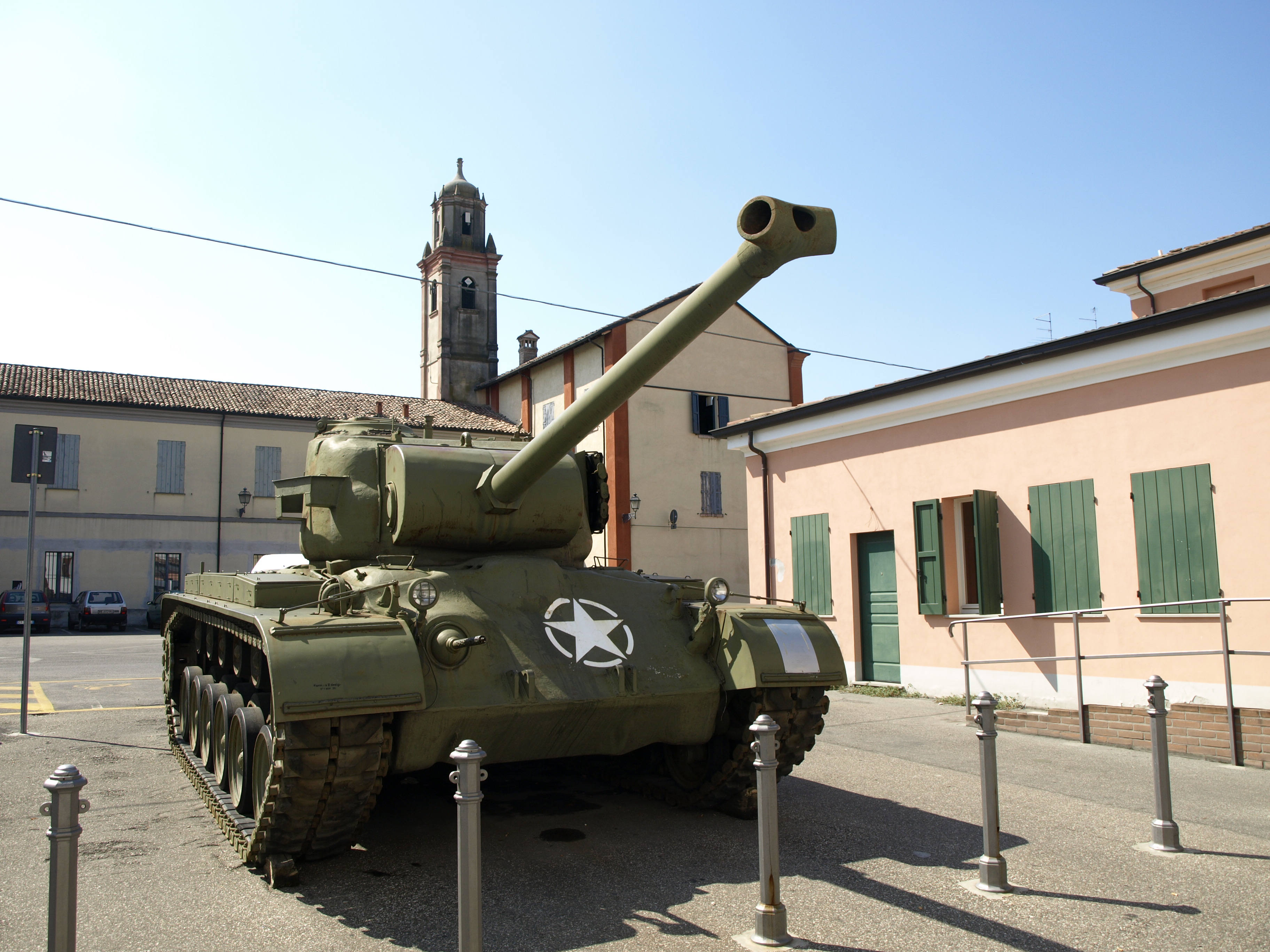
Carro armato M26 Pershing collocato nei pressi del Museo di Peppone e don Camillo.

Poco dopo le vicende del paese portano ancora una volta i due fronti opposti a scontrarsi. Quando un contadino non riesce a liberarsi del mezzadro che occupava il podere che aveva appena acquistato, Peppone non interviene, decidendo così in favore del mezzadro. Don Camillo, convinto che il sindaco abbia colto l'occasione di farne una questione politica, aiuta il contadino nella sua protesta. Presto però viene a galla una verità più scottante: nelle ultime concitate fasi della guerra, infatti, i comunisti si erano impossessati di un carro armato e l'avevano nascosto proprio nel fienile di quel podere. Peppone e i suoi devono quindi impedire che quel carro armato venga ritrovato. Don Camillo, venuto a sapere della situazione, si offre di aiutare Peppone a liberarsi del mezzo, portandolo fuori dal podere e facendolo ritrovare pochi giorni dopo. Il piano rischia di saltare quando Peppone, involontariamente, spara un colpo di cannone che colpisce proprio la colomba della Pace nella piazza del paese.
Qualche tempo dopo don Camillo si trova a fare l'autostop per rientrare in paese. A dargli un passaggio è proprio Peppone, ma dopo pochi metri i due incominciano a bisticciare: Peppone scarica don Camillo, ma quest'ultimo con un trucco riesce a ribaltare la situazione e scappa con il suo automezzo, lasciando a piedi il sindaco. Egli era appena andato a ritirare dalla tipografia i manifesti elettorali, vere e proprie gigantografie con il suo ritratto. Don Camillo, visti i manifesti nel retro del furgone, decide di giocare un brutto tiro al rivale. Qualche giorno dopo, quando i manifesti vengono solennemente svelati alla comunità proprio sotto alla bombardata colomba della pace, tutti scoppiano a ridere: il ritratto di Peppone è stato infatti "ritoccato" con tanto di corna, pizzetto e la "terza narice" (allegoria inventata proprio da Guareschi e usata spesso per ridicolizzare i sostenitori del PCI in quegli anni).
L'affronto deve essere vendicato: i comunisti si riuniscono in segreto e Peppone propone l'"eliminazione fisica". Viene sorteggiato un membro della banda che porterà a termine la missione come meglio crede. Per fortuna l'eliminazione progettata non è quella di don Camillo, bensì dei suoi polli, con i quali il prete intendeva festeggiare la sconfitta elettorale dell'avversario. Don Camillo, svegliato da un rumore, non può fare altro che constatare il furto dei polli. Un vicino ha visto il ladro, e sembra proprio che sia il sindaco, come riferisce a un poliziotto. L'indagine finisce per mettere alle strette Peppone, che alla fine viene convocato in pretura come imputato. Il parroco vuole godersi la disgrazia dell'avversario, che, in caso di condanna, sarebbe definitivamente estromesso dalla corsa elettorale; il Crocifisso, ancora una volta, lo persuade a non cedere al desiderio di vendetta. Così don Camillo irrompe in pretura e salva Peppone raccontando una storia inventata.
Il sindaco viene assolto, ma la mossa di don Camillo rischia di gettare nel ridicolo tutta la sezione locale del partito. Peppone tuttavia viene tranquillizzato dalla compagna Clotilde, un'esponente del partito inviata in missione da Roma. La donna rassicura il sindaco che lo scherzo di don Camillo potrebbe in realtà giocare a suo favore, rendendolo più simpatico anche agli elettori più moderati, e approfitta dell'occasione per appartarsi con Peppone. Egli, che non era indifferente al fascino della donna, non riesce tuttavia a decidersi a portare a segno le avance di cui tutto il paese mormora. Proprio questi pettegolezzi mettono in crisi il matrimonio di Peppone: la moglie Maria, dopo avere confessato a don Camillo che non ne può più e vuole tornare dai suoi genitori, abbandona il paese. Peppone, sconvolto, si rivolge a don Camillo, che per spingerlo ad agire con il cuore gli racconta, mentendo, che la moglie vuole suicidarsi. I due si lanciano così all'inseguimento con un sidecar: raggiunta Maria e fatta la pace, Peppone torna a casa con la moglie, mentre don Camillo è costretto a rientrare con la bicicletta di Maria.
Le elezioni sono vicine e Peppone invita come relatore a un comizio il compagno avvocato Cerratini. Negli ultimi minuti prima dell'inizio don Camillo tiene viva la rivalità diffondendo dall'altoparlante della chiesa musica e slogan elettorali. Peppone, zittito il rivale, sale sul palco e prende la parola, ma proprio in quel momento il parroco spara negli altoparlanti La canzone del Piave. All'udire quelle note Peppone, commosso, si abbandona a un discorso appassionato e vibrante di patriottismo. La piazza esulta e perfino don Camillo è commosso e applaude sorridente.
Le elezioni sono un successo per il PCI e anche per Peppone, che viene eletto alla Camera. Egli, come richiede la legge, annuncia in consiglio comunale che si dimetterà da sindaco, ma il capogruppo dell'opposizione dichiara che tutti vorrebbero che Peppone continuasse a essere il loro sindaco, raccogliendo gli applausi di amici e avversari.
Al momento della partenza un corteo accompagna l'onorevole Peppone alla stazione di Brescello. Sul gradino del treno fa forza ai compagni, commossi e rattristati quanto lui; alla stazione successiva incontra don Camillo, che convince il rivale a tornare con lui a Brescello.

## Produzione

### Fonti letterarie
Alcuni episodi del film sono stati ideati ex novo, ma altri provengono dai racconti originali di Guareschi: Ponte-mina (1947), La festa (1947), L'altoparlante (1951), Il sogno del cappello verde (1951), Ancora il fantasma del cappello verde (1951), Carro armato (1952, poi reintitolato Il Panzer nella versione inclusa nel volume Don Camillo e il suo gregge, 1953), Esame Peppone (1952), Furto delle galline (1952) e Lettera al lettore (1955).

### Ambientazione
- Dopo la parentesi del secondo episodio, Il ritorno di don Camillo, girato in gran parte in interni o in luoghi lontani dalla Bassa Padana, con questo terzo capitolo si torna a usare Brescello quale sfondo della storia. Ritornano dunque gli scorci del paese reggiano: piazza Matteotti, la chiesa di Santa Maria Nascente. Anche la scuola dove Peppone riesce a prendere la licenza elementare è brescellese. La casa di Peppone è in via Carducci come nel primo film.
- La residenza di Don Camillo fu "inventata" fra via Costituente e via San Marcellino, a Brescello, dove la produzione fece costruire (in dodici giorni) le colonnine che si vedono nel film, poi smontate a fine lavorazione. Il pollaio, anch'esso posticcio, non faceva parte della casa ma si trovava in realtà nel giardino della casa di fronte.
- La casa parrocchiale nella quale abitava Don Camillo negli anni della seconda guerra mondiale, prima del suo trasferimento a Brescello, e che viene mostrata nel flash-back del ricordo del primo incontro tra il sacerdote e Peppone è accanto alla chiesa di San Siro a Coenzo, frazione di Sorbolo, in provincia di Parma.
- Il fienile del podere del Tasca dove Peppone e i suoi compagni custodiscono il carrarmato che verrà utilizzato di notte nella cosiddetta "Operazione Panzer" si trova in via Ghiarole, nell’omonima frazione di Brescello.

### Curiosità
- Le riprese si svolsero nei mesi di aprile e maggio del 1955.
- La canzone che don Camillo ascolta alla radio, mentre cerca di sapere i risultati delle elezioni, è "Chitarra spagnola", del 1939.
- Il carro armato americano nascosto nel fienile del podere del Tasca è un modello M24 Chaffee, carro leggero statunitense della Seconda guerra mondiale. Il carro esposto nella piazza a Brescello è, invece, un esemplare restaurato di M26 Pershing, che non ha niente a che fare con il film[1].
- La frase iniziata dal democristiano all'altoparlante e conclusa da don Camillo fu inventata dallo scrittore Giovannino Guareschi. Lo slogan, che riscosse notevole successo venendo giudicato simpatico e incisivo, fu inserito da Guareschi nel 1948 in una fugace citazione nel suo romanzo Don Camillo e il suo gregge  e ricomparve nel 1955 in questo film.

## Distribuzione

### Differenze di versione
La versione francese presenta scene che non compaiono in quella italiana (come nei due film precedenti). Per esempio: nella bottega dove lavora il Brusco come barbiere, i clienti si mettono a ridere quando hanno saputo che Peppone vuole fare l'esame di quinta elementare. Quando don Camillo si risveglia, nota che c'era una candela (messa da Peppone) e si accorge che mancano le sue galline, nella versione francese don Camillo parlando con Gesù gli diceva che aveva sognato Peppone che aveva la faccia da pollo venendogli in mente le sue galline e preoccupato corse fuori per dare un'occhiata.

## Accoglienza

### Incassi
Il film incassò £ 974 500 000 (circa 13 milioni di euro) con 6 862 676 spettatori, classificandosi come sesto maggiore incasso dell'anno.

## Seguiti
- Don Camillo monsignore... ma non troppo (1961)
- Il compagno don Camillo (1965)
- Don Camillo e i giovani d'oggi (1970) (incompiuto)

## Scene del film[4]

Avvocato Stiletti, l'esaminatore (Mario Siletti) in una scena dove interroga Peppone per vedere se è preparato per l'esame di quinta elementare.
Don Camillo (Fernandel) con il Bezzi (Umberto Spadaro) in una scena, mentre discute con Peppone per il terreno del mezzadro Tasca.
Don Camillo (Fernandel) con Spiccio (Memmo Carotenuto) in una scena, mentre spiega al reverendo che il carro armato è ancora sotto le cataste delle fascine.
Don Camillo (Fernandel) e Peppone (Gino Cervi) alle prese con il vecchio carro armato statunitense in una scena.
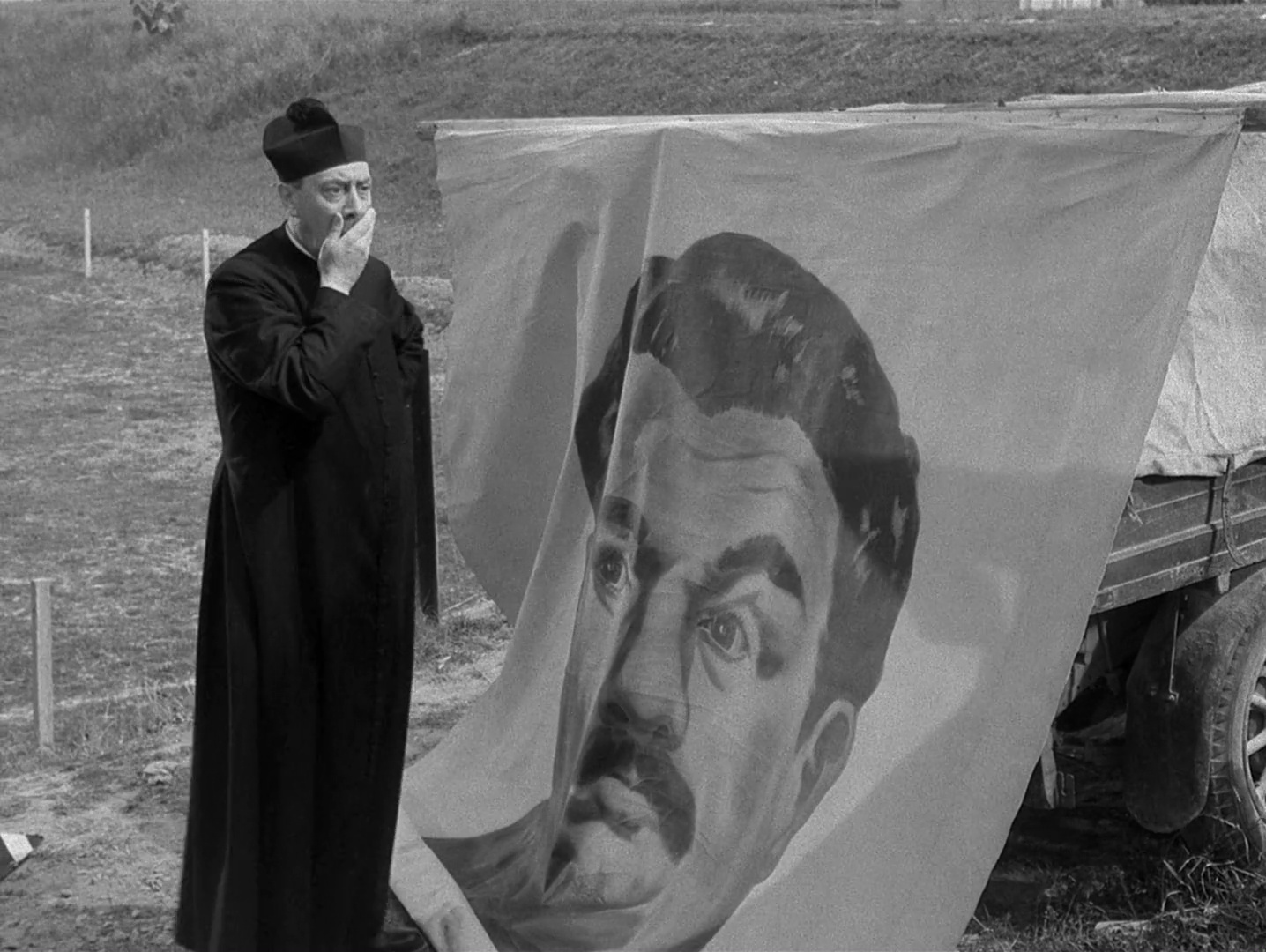
Don Camillo (Fernandel) si preoccupa dalla propaganda di Peppone in una scena.
Il Bigio (Carlo Duse) in una scena, mentre decidono chi deve rubare i polli a don Camillo.
Clotilde (Claude Sylvain) con Peppone (Gino Cervi) in una scena.
Don Camillo (Fernandel) con la moglie di Peppone (Leda Gloria) in una scena, mentre dice che ritorna da sua madre.
Don Camillo (Fernandel) e Peppone (Gino Cervi) in bicicletta nella scena finale del film.